# JASDAQ
JASDAQ — фондова біржа, розташована в Токіо, Японія. JASDAQ ніяк не пов'язана з біржею NASDAQ, але використовує торговельну систему, аналогічну тій, що на NASDAQ. Заснована 1 червня 1976 року.
Біржа входить в Федерацію фондових бірж Азії та Океанії.
Автоматизована система пропозицій JASDAQ почала працювати в 1991 році. У 2004 році JASDAQ отримав дозвіл прем'єр-міністра на реорганізацію в біржу цінних паперів. Вона стала першою новою біржею цінних паперів в Японії за майже п'ятдесят років.